# Vitinka
Vitinka je vesnice, část obce Osek v okrese Rokycany v Plzeňském kraji. Leží dva kilometry severozápadně od Oseku. V roce 2011 zde trvale žilo 145 obyvatel.

## Název
V letech 1869–1890 nesla název Vitínka, od roku 1900 se nazývá Vitinka.

## Historie
První písemná zmínka o vesnici pochází z roku 1653.

## Obyvatelstvo
V roce 1901 bydlelo na Vitince 332 obyvatel, ale v roce 1991 už jen 155 obyvatel.
| Rok            | 1869 | 1880 | 1890 | 1900 | 1910 | 1921 | 1930 | 1950 | 1961 | 1970 | 1980 | 1991 | 2001 | 2011 | 2021 |
| -------------- | ---- | ---- | ---- | ---- | ---- | ---- | ---- | ---- | ---- | ---- | ---- | ---- | ---- | ---- | ---- |
| Počet obyvatel | 306  | 302  | 305  | 332  | 276  | 278  | 241  | 174  | 182  | 155  | 153  | 155  | 129  | 145  | 153  |
| Počet domů     | 39   | 39   | 41   | 43   | 45   | 44   | 48   | 47   | 47   | 43   | 44   | 51   | 53   | 59   | 67   |

## Obecní správa
Při sčítání lidu v letech 1869–1921 byla Vitinka osadou obce Osek, se kterou patřila nejprve do okresu Hořovice, v letech 1900–1921 do okresu Rokycany. V letech 1930–1979 byla samostatnou obcí. Od 1. ledna 1980 je znovu částí obce Osek v okrese Rokycany.

## Galerie

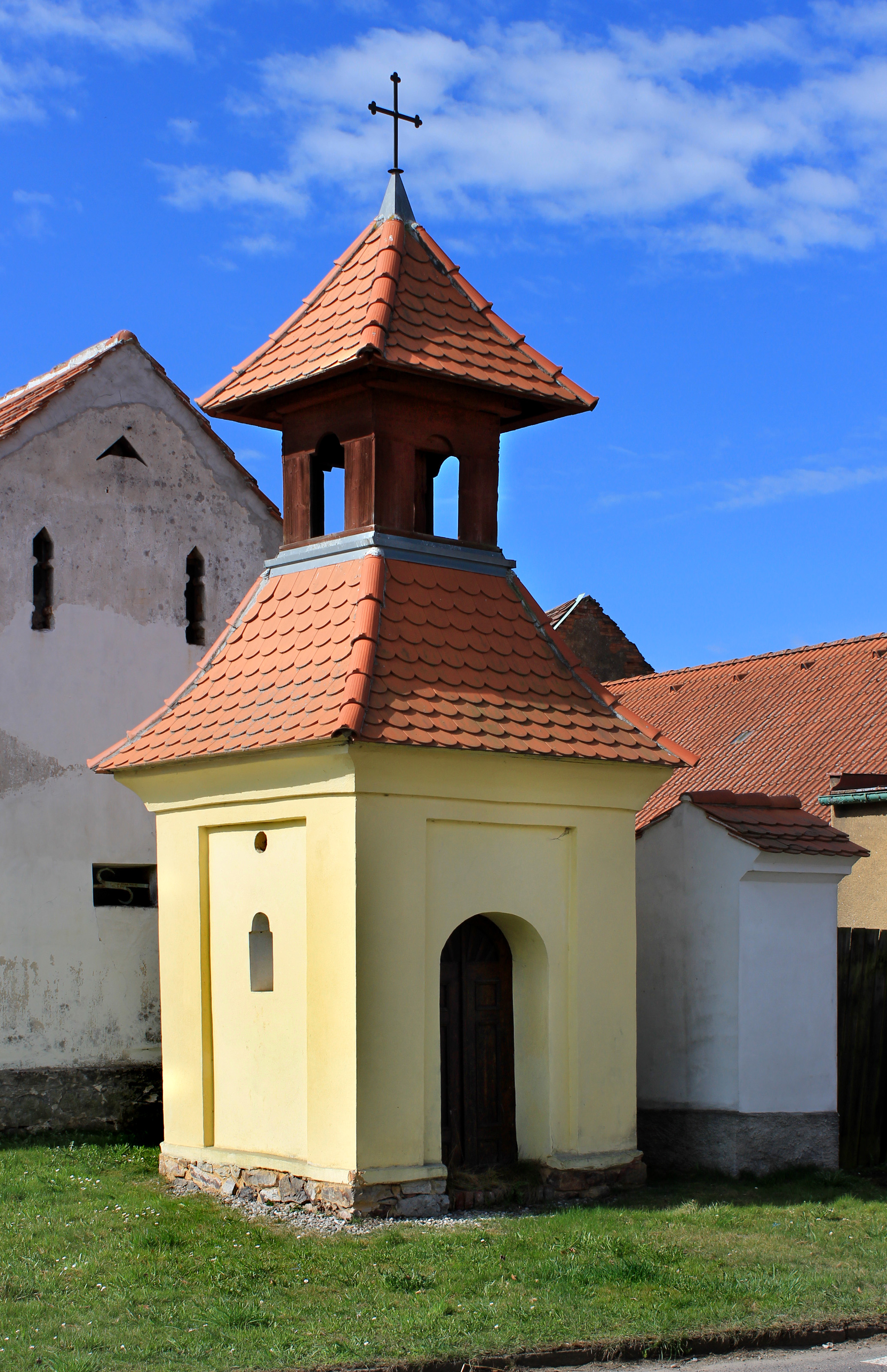
Kaple u hlavní silnice
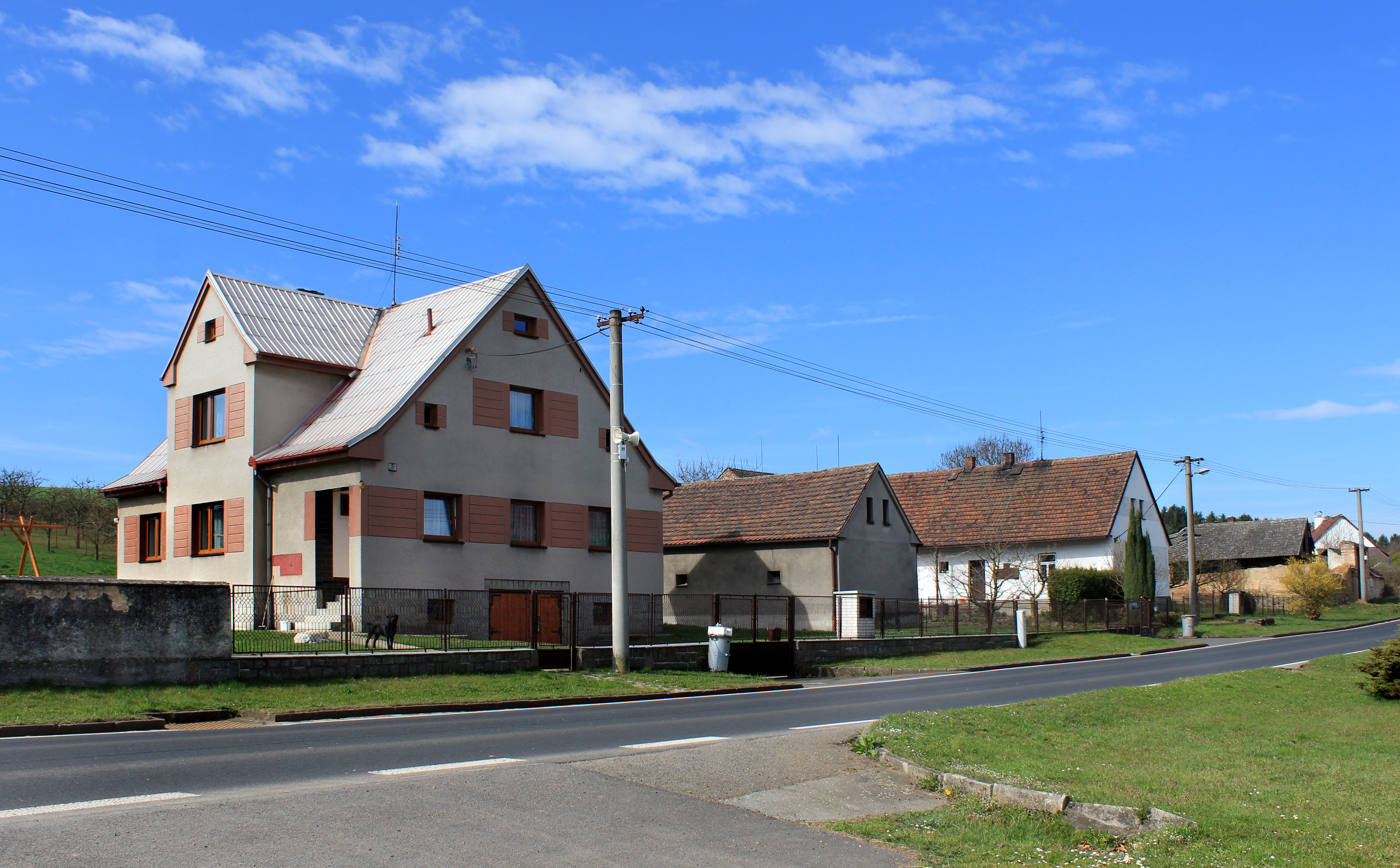
Západní část vesnice
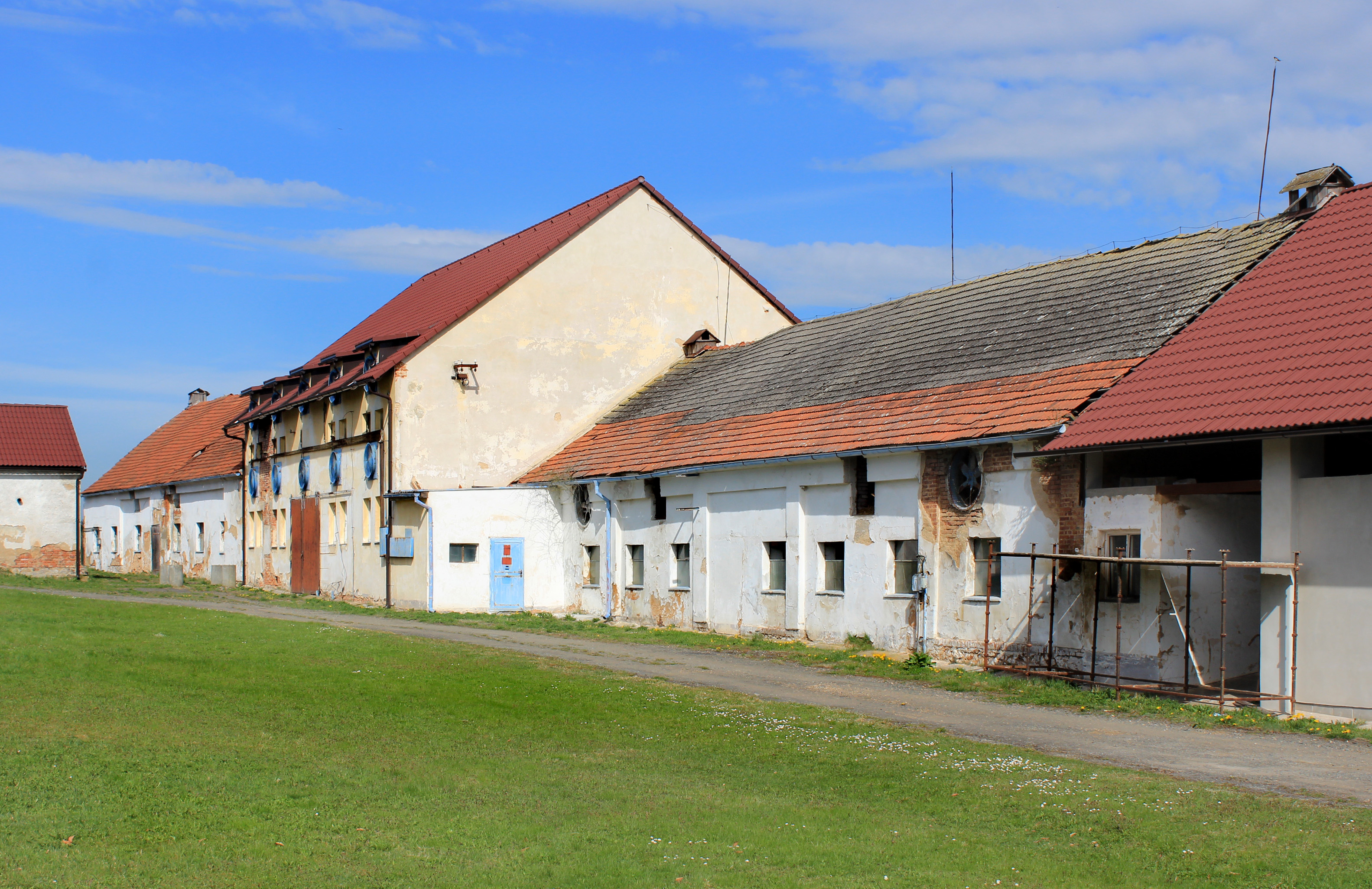
Zemědělské budovy u návsi